# They Said It Couldn’t Be Done
They Said It Couldn’t Be Done – drugi album studyjny Grandmaster Flash and the Furious Five wydany w kwietniu 1985.

## Lista utworów
1. „Girls Love the Way He Spins” – 6:34
2. „Joint Is Jumpin'” – 3:44
3. „Rock the House” – 5:45
4. „Jailbait” – 4:52
5. „Sign of the Times” – 6:09
6. „Larry's Dance Theme” – 3:21
7. „Who's That Lady” – 5:26
8. „Alternate Groove” – 5:26
9. „Paradise” – 5:24